# Janusz Knorowski
Janusz Oskar Knorowski (ur. 2 listopada 1964 w Częstochowie) – polski malarz, absolwent (studiował w latach 1983–1988) i adiunkt na Wydziale Malarstwa Akademii Sztuk Pięknych w Warszawie oraz IV Liceum Ogólnokształcącego w Częstochowie, jeden z założycieli i pierwszy gitarzysta (w latach 1982–1985) zespołu T.Love Alternative.